# Dietikon
Dietikon (gzu. Diedike, Tietike) – miasto i gmina (Politische Gemeinde) w północnej Szwajcarii, w kantonie Zurych, siedziba administracyjna okręgu (Bezirk) Dietikon. Leży nad rzeką Limmat.

## Demografia
W Dietikonie mieszkają 28 162 osoby. W 2021 roku 48,2% populacji gminy stanowiły osoby urodzone poza Szwajcarią.

## Współpraca
Miejscowości partnerskie:
- Braggio (miejscowość w gminie Calanca), Gryzonia
- Kolín, Czechy
- Renens, Vaud

## Transport
Przez teren miasta przebiegają autostrady A1, A3 i A4 oraz drogi główne nr 1 i nr 3.
W mieście znajduje się stacja kolejowa Dietikon.